# Селевінія
Селевінія (Selevinia) — рід гризунів з родини вовчкових (Gliridae) підряду вивірковидих (Sciuromorpha).
Селевінія — монотипний рід, описаний лише 1939 року (як Selevinia Belosludov & Bazhanov, 1939). Відомий єдиний його представник у сучасній фауні:
- Селевінія азійська (Selevinia betpakdalaensis).

Нерідко селевіній розглядали як окрему підродину Seleviniinae родини вовчкових, проте останнім часом їх відносять до підродини соневих (Leithiinae) цієї родини.

## Опис
Зовні схожа на мишу. Довжина тіла до 9,5 см, хвоста до 7,5 см, маса тіла — 30-35 грамів. Хутро густе, пишне. Хвіст густо покритий коротким волоссям, між яким не видно рогових лусочок. Забарвлення верхньої сторони тіла сіре, нижньою — білувата. Вуха відносно великі; вони можуть змикатися в трубочку і розгортатися, як віяло. Селевінія — ендемік Казахстану. Мешкає в полиново-солянкових пустелях Центрального і Східного Казахстану від 50° північної широти і до межі на півдні. Усюди рідкісна.

## Поведінка
Селевінія добре лазить по гілках кущів. Активна в сутінки. Взимку впадає в сплячку. У виводку до 8 дитинчат. Линяння у селевинії дуже своєрідне. За спостереженнями, вона відбувається шляхом відшарування шматочків епідермісу разом з волоссям, що сидить на нім. Під епідермісом, що відшарувався, до цього часу вже з'являється густа щітка нового волосся. Основу раціону складають комахи, в основному саранові. Полюють також на павукоподібних (тарантули). Може довго обходитися без питної води, вдовольняючись тією вологою, яка міститься в здобичі.
Полює у сутінках. Селевінія здатна видавати звуки, схожі на тривожний тріск сарани. Почувши цей звук, сарана починає скакати, частина комах сплигує на землю, де їх і наздоганяє соня.